# Багдонавичюс, Антанас Леонович
Антанас Леонович Багдонавичюс (лит. Antanas Bagdonavičius; 15 июня 1938, Бобенай — 9 марта 2024, Вильнюс) — советский литовский гребец, серебряный призёр Олимпийских игр 1960 года в классе распашных двоек с рулевым, бронзовый призёр Олимпиады 1968 года в классе восьмёрок. Один из трёх гребцов СССР (наравне с Зигмасом Юкной и Валерием Долининым), завоевавших две олимпийские медали в распашной гребле. Заслуженный мастер спорта СССР (1965).

## Биография
Осенью 1959 года Багдонавичюс и Юкна попали на сборы сильнейшей команды страны. На следующий год Багдонавичюс и Юкна защищали честь СССР на Олимпийских играх в Риме в классе распашных двоек с рулевым. Мало кто ожидал победы от спортсменов, пришедших в греблю три года назад, но советский экипаж шёл первым и лишь на последних 500 метрах пропустили вперед команду из ФРГ. Летом 1961 года Юкну и Багдонавичюса пригласили в восьмерку «Жальгириса».
Двукратный серебряный призёр чемпионатов мира, чемпион Европы (1961, 1965, 1967), серебряный призёр чемпионата Европы (1963, 1964), десятикратный чемпион СССР.
Умер 9 марта 2024 года в возрасте 85 лет.

## Награды
- Медаль «За трудовую доблесть» (16.09.1960) — за успешные выступления в XVII летних и VIII зимних Олимпийских играх 1960 года, а также за выдающиеся спортивные достижения[6]
- Почётная грамота Президента Российской Федерации (30 июля 2010) — за большой вклад в развитие сотрудничества с Российской Федерацией в области спорта[7]